# Boțești (okręg Neamț)
Boțești – wieś w Rumunii, w okręgu Neamț, w gminie Girov. W 2011 roku liczyła 495 mieszkańców.